# Büyük Saat

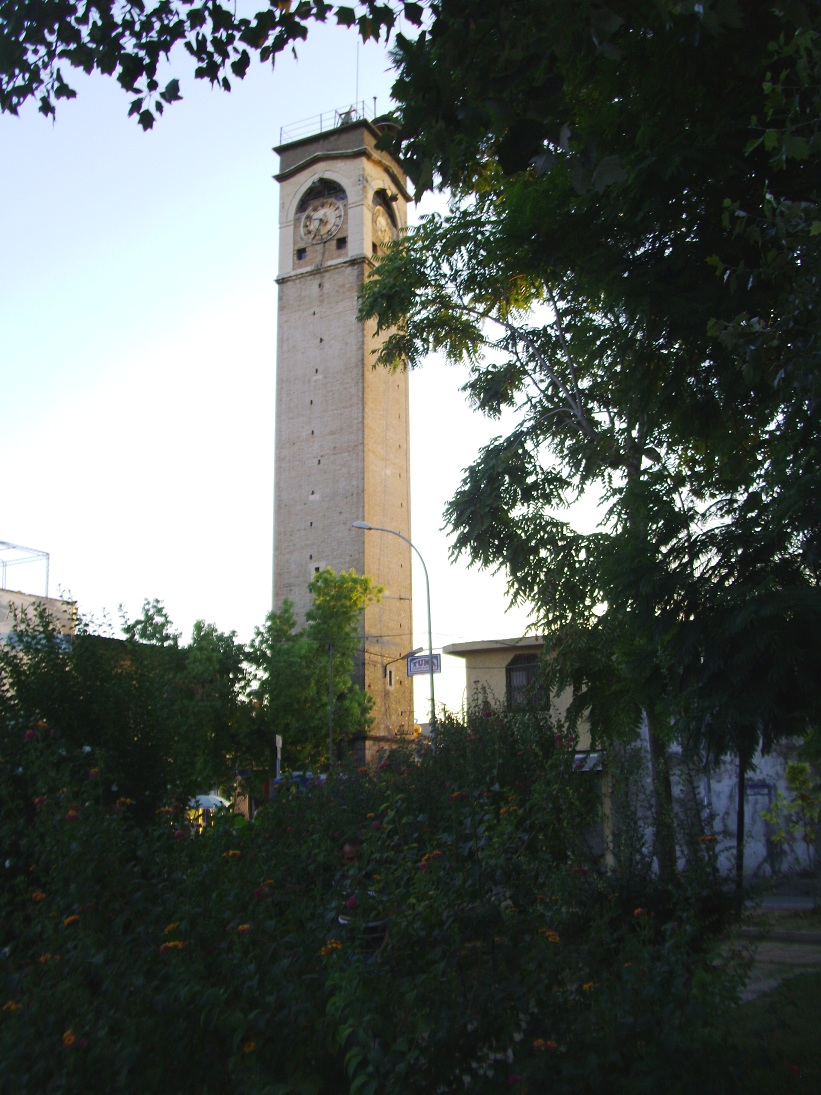
Büyük Saat

Büyük Saat (în română Marele Turn cu Ceas) este un turn cu ceas istoric din orașul Adana și cel mai înalt turn cu ceas din Turcia, având 32 m înălțime. Acesta este situat în orașul vechi pe Ali Münif Caddesi.

## Istoria
Construcția Büyük Saat a fost începută în anul 1879 de către guvernatorul Ziya Pașa și a fost finalizată de următorul guvernator Abidin Pașa în 1882 ca un simbol de modernizare. Cei doi arhitecți armeni, Krikor Agha Bzdikian și Kasbar Agha Bzdikian au fost responsabili pentru proiectarea sa. Primarul Haci Yunus a avut, de asemnea o contribuție semnificativă la construcție. De atunci, turnul este unul dintre cele mai importante repere ale orașului.
Büyük Saat a fost deteriorat în timpul ocupației franceze și a fost renovat în anul 1935.

## Arhitectura

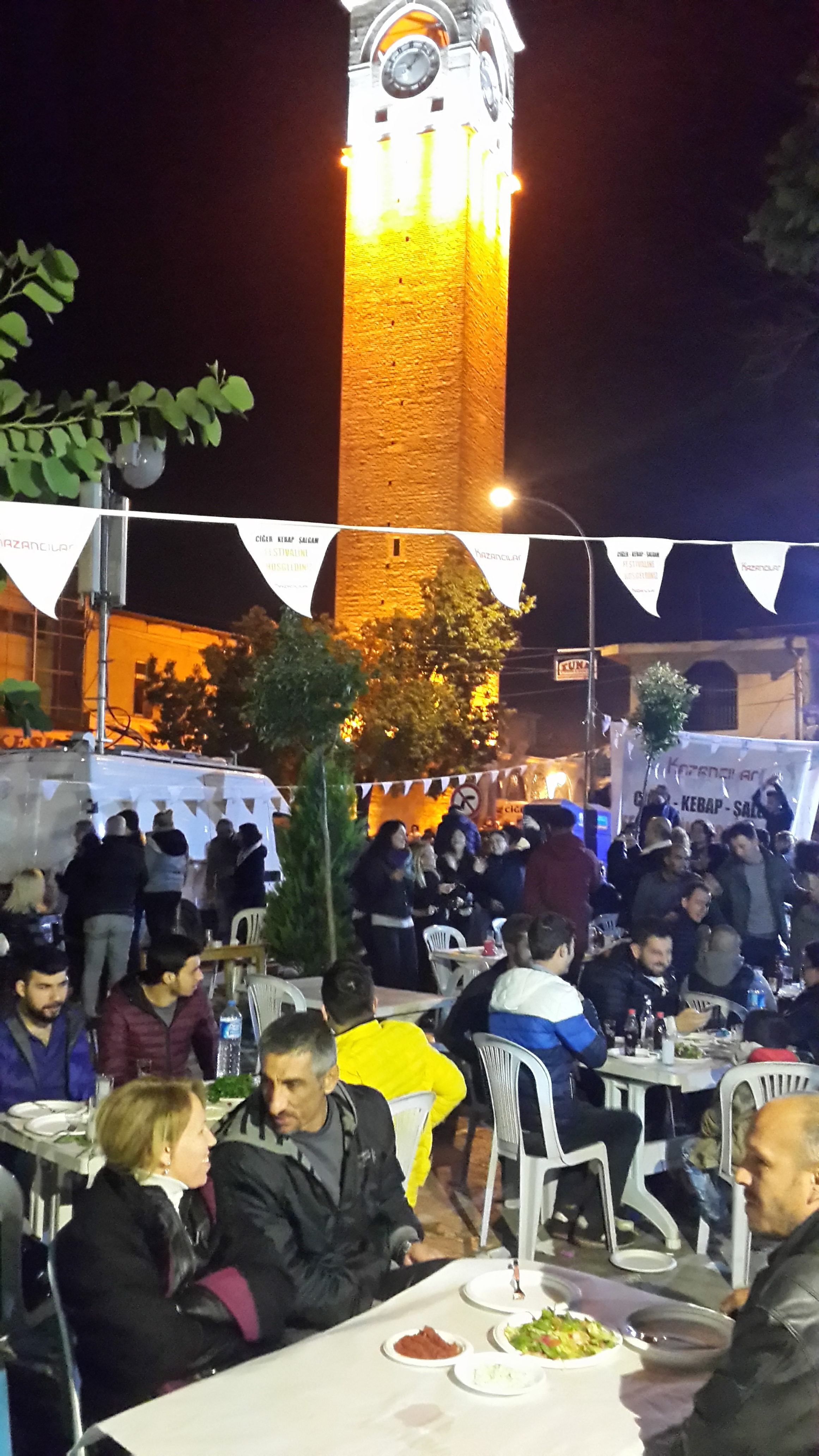
Festivalul Mondial de Rachiu la Büyüksaat

Büyük Saat a fost construit ca o prismă pătrată iar zidurile turnului s-au construit din cărămizi. Turnul are o înălțime de 32 m, dar adâncimea fundației este considerată a fi chiar mai mare. Se spune că fundația ar fi de 35 m adâncime. Au existat zvonuri că apa care izvorăște din fundație era vindecătoare.
În timpul perioadei în care s-a construit, existau turnuri cu ceas realizate în alte mari orașe ale Imperiului Otoman. Büyük Saat a fost cel mai mare dintre ele, al doilea cel mai mare fiind Turnul cu Ceas Dolmabahçe din Istanbul.

## Funcțiune
Construcția a făcut locuitorilor viața mai ușoară. În fiecare oră, sunetul clopotul din turn poate fi auzit din cele mai multe locuri ale orașului. După construirea turnului, oficialii orașului au aranjat programul de lucru în funcție de Büyük Saat. Rugăciunle islamice au fost stabilite în funcție de Büyük Saat, până atunci realizându-se în funcție de poziția soarelui.
Problema majoră din ziua de azi legată de Büyük Saat este lipsa unor zone pietonale la baza acesteia. Turnul este în mijlocul unei străzi aglomerate, ceea ce face dificil accesul vizitatorilor. Municipalitatea are planuri de a lărgi trotuarele de la Ali Münif Caddesi și să redirecționeze traficul din zonă pe alte străzi.